# Ditrichum brachypodum
Ditrichum brachypodum är en bladmossart som beskrevs av Brotherus 1901. Ditrichum brachypodum ingår i släktet grusmossor, och familjen Ditrichaceae. Inga underarter finns listade i Catalogue of Life.